# BM Alcobendas
BM Alcobendas (pełna nazwa:Club Balonmano Alcobendas) – męski klub piłki ręcznej z Hiszpanii, powstał w 1994 roku w Alcobendas. Klub występuje w hiszpańskiej Lidze ASOBAL.